# Zdvižený prostředník

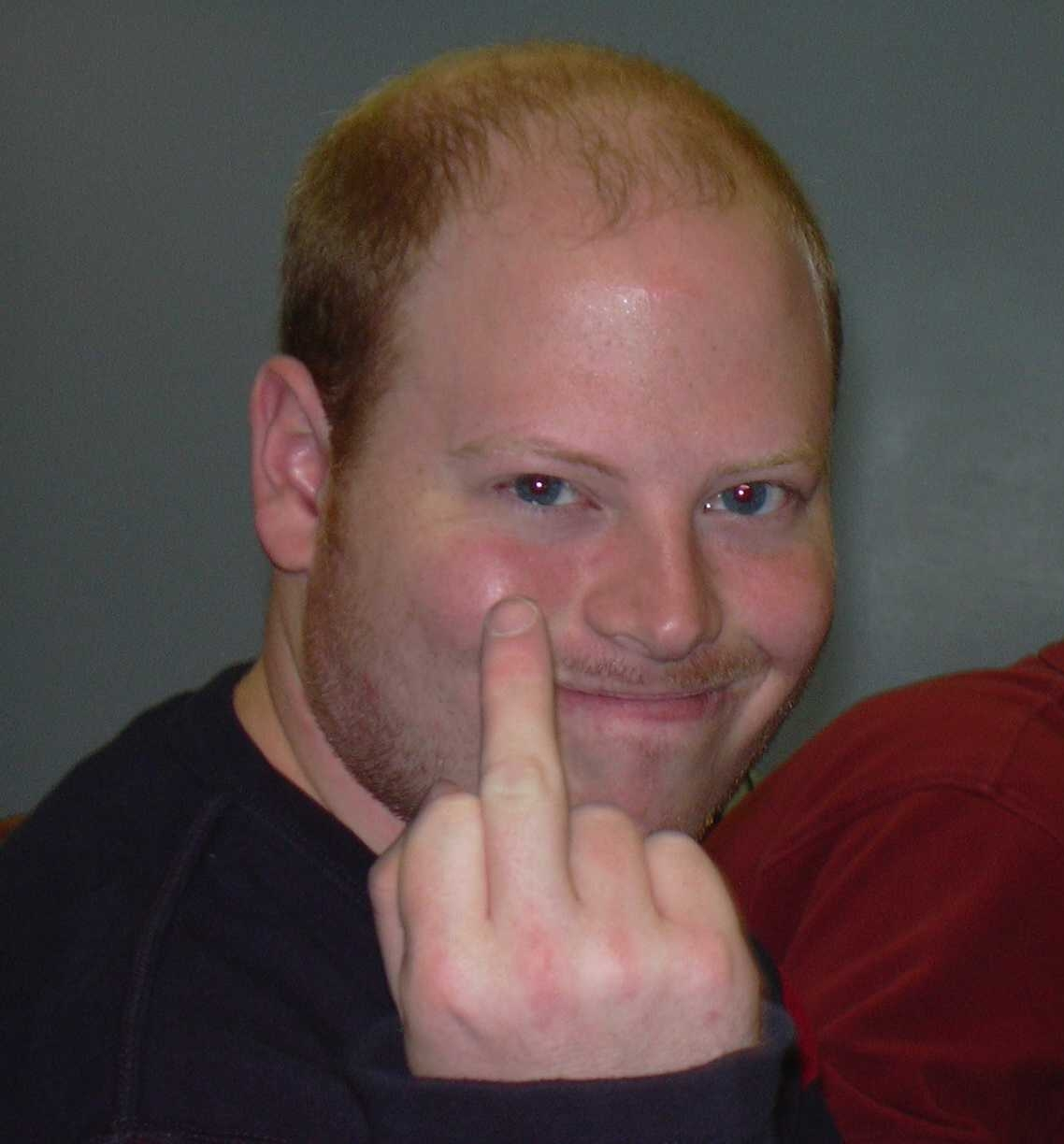
„Zdvižený prostředník“ je vulgární gesto.

V západní kultuře znamená zdvižený prostředník vulgární urážlivé gesto. Provádí se tak, že se ukáže vztyčený prostředník, zatímco ostatní prsty jsou sevřené v pěst a otočené dlaní k sobě. Prostředník má symbolizovat penis a skrčené prsty po obou stranách varlata. Používá se i obrácená varianta, to znamená, že pozorovateli se ukáže ruka obrácená dlaní k sobě a všechny prsty mimo prostředníku a prsteníku jsou natažené. Takové gesto se pak „čte mezi řádky“.
Gesto je obvykle známé pod označením „vykuř“, „jebu tě“, „naser si“ nebo anglické „fuck you“, do hovorové češtiny přejato jako fakáč. Na Středním východě je to rouhačský symbol.
O tomto gestu se dochovaly zprávy už z antického Řecka a Říma, kde bylo jako urážlivé užito v několika komediích, stejně tak ho použil např. filozof Díogenés vůči řečníkovi Demostenovi. Měli jej používat i členové germánských kmenů vůči římským vojákům. Latinské označení pro něj znělo digitus impudicus (neslušný prst). Do USA se gesto mělo pravděpodobně dostat s italskými imigranty.

## Podobná gesta
Francouzi používají gesto s identickým významem, ale zalomí celou paži hřbetem ruky ven, přičemž druhá ruka sevře místo nad loketní jamkou.  Například v Katalánsku tomuto gestu říkají Butifarra de Payés, tedy "sedlákova klobása".
V zemích bývalého britského imperia (především UK, Irsku, Austrálii a Novém Zélandu) se ale používá spíše tzv. V-sign (V-znak). Gesto je podobné jako zdvižený prostředník, ale společně s ním je zdvižený i ukazovák, čímž se vytvoří znak „V“. Koluje legenda, že gesto vzniklo za stoleté války, kdy Francouzi uřezávali anglickým lučištníkům prostředníky, aby nemohli používat luky. Když poté Angličané vyhráli bitvu u Azincourtu, měli ukazovat jejich lučištníci Francouzům, že jejich prsty jsou nedotčené.

## Známé případy použití

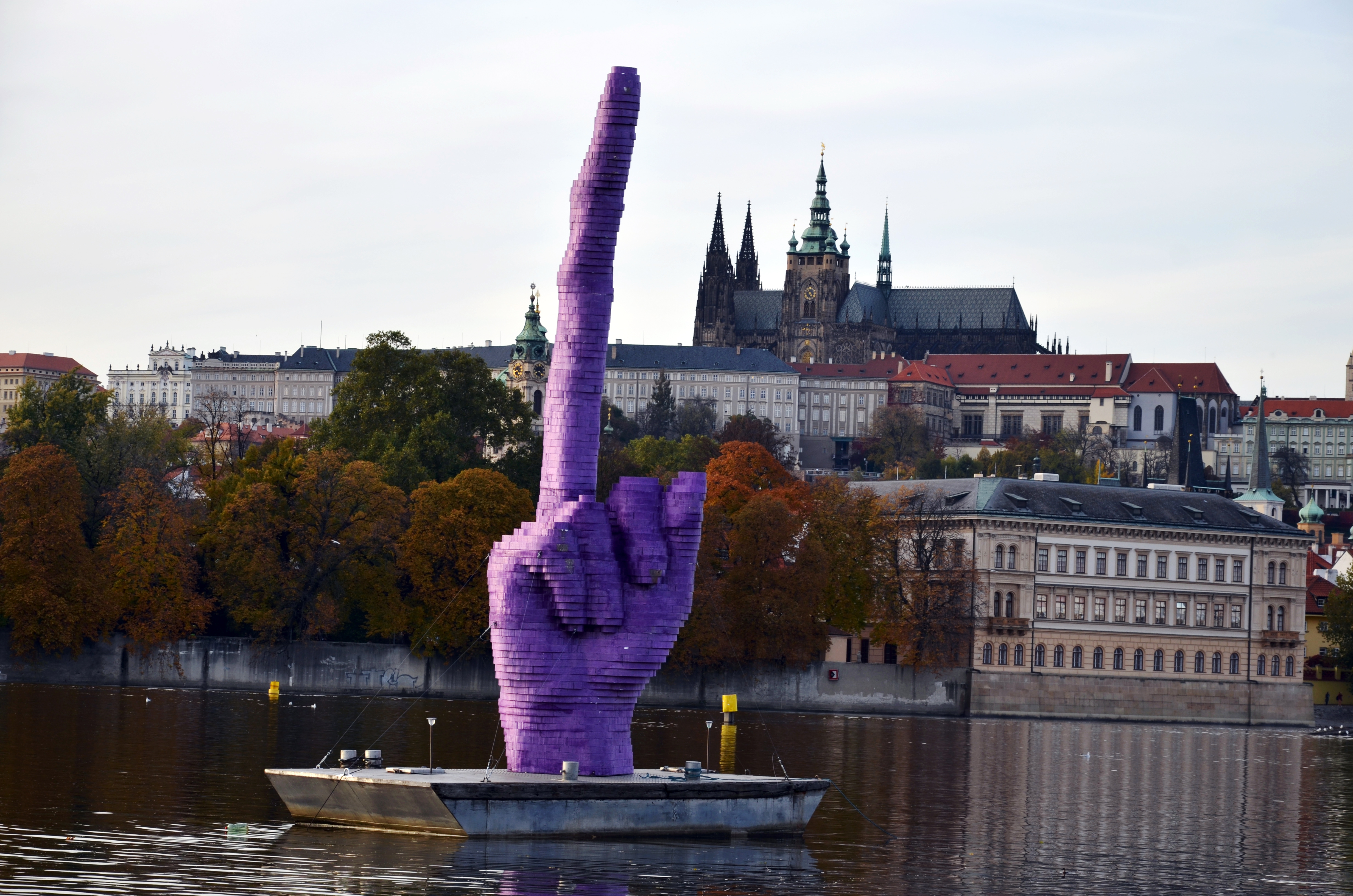
Vzkaz výtvarníka Davida Černého prezidentu Miloši Zemanovi před předčasnými parlamentními volbami na podzim roku 2013

### Politika
2. února 2007 použil toto gesto v parlamentu český premiér Mirek Topolánek. Později vysvětloval jeho význam jako neverbální komunikaci s ministrem financí Kalouskem („Kalousku, seš jednička!“).
17. prosince 2008 toto gesto použil Miroslav Kalousek vůči poslanci Davidu Rathovi, poté co Rath zmínil Kalouska v souvislosti s nedostatečnou péčí o duševně nemocné v České republice.
22. ledna 2020, minutu po zahájení jednání sněmovny, ukázal předseda sněmovny Radek Vondráček zdvižený prostředník na stranického kolegu Ladislava Oklešťka.

### Kultura
Karel Gott zvedl prostředníček dokonce v televizi. Poslal ho těm, kteří mu nepřáli medaili za zásluhy pro Českou republiku.

### Sport
Fotbalista Sparty Praha Tomáš Řepka zaplatil 80 000 Kč pokutu za použití tohoto gesta v zápase Teplice – Sparta.